# Schalfkogel
Le Schalfkogel est un sommet des Alpes, à 3 537 m d'altitude, dans le massif de l'Ötztal, en Autriche (Tyrol).